# 足守メロン
足守メロン（あしもりメロン）は、岡山県岡山市北区にある足守地域で栽培されているアールス系マスクメロン。岡山県内のアールスメロン生産量の大部分を占めており、全国に出荷している。年間を通して温室で栽培されているが、特に7月と10月に多く生産される。

## 歴史
足守でメロンの栽培が本格的に始まったのは昭和初期。最初はマスカットの間作として始まり、アールスメロンとハネデューメロンの２種類が栽培されていた。現在ではアールスメロンが主流となり、足守は岡山県内のアールスメロンの生産量の大部分を占めている。

## 特徴
- 純系アールスメロン特有の芳醇な香りと、14度以上の糖度が特徴。メロンは苗を植えてから約3か月で収穫を迎えるが、水や温度、湿度などの管理が手作業であることや、1本の苗に１個、状態の良いもののみを残して栽培することなどから、高級品となっている。
- 食べ頃を迎えたら、食べる３、4時間前に冷蔵庫で冷やすと美味しく食べられる。メロンはアフリカや中東アジア原産といわれているため、温かいと早く熟し、早くから冷蔵庫に入れていると熟すのが遅くなる。[1]
- 全国でも珍しく、床を地面から離したベンチ栽培を採用。水はけが良く、また昼夜に温度差が生じるため、メロンにストレスがかかりおいしいメロンになる。[2]

## 祭り
近水園や足守町並み保存地区を会場とし、毎年10月中旬から下旬の日曜日に「足守メロンまつり」が開催される。足守メロンをはじめとする地元特産品の販売や試食、特設ステージでの踊りや楽器演奏などのパフォーマンス、その他お茶席や歴史ウォークラリーなどさまざまなイベントが催される。